# سيرجي يوريفيش بانوف
سيرجي يوريفيش بانوف (بالروسية: Панов, Сергей Юрьевич) مواليد 30 يونيو 1970 في ريازان، الجمهورية الروسية السوفيتية الاتحادية الاشتراكية، هو لاعب كرة سلة روسي معتزل. بدأ مسيرته الاحترافية في سنة 1991. مثّل منتخب بلاده. شارك في دورة الألعاب الأولمبية الصيفية سنة 1992. حقق المركز الثاني في بطولة كأس العالم لكرة السلة 1994. اعتزل اللعب في 2006.

## سجل المنافسة
شارك في المنافسات التالية:
- الألعاب الأولمبية الصيفية 1992
- الألعاب الأولمبية الصيفية 2000

## روابط خارجية
- سيرجي يوريفيش بانوف على موقع الاتحاد الدولي لكرة السلة (الإنجليزية)
- سيرجي يوريفيش بانوف على موقع الدوري الأوروبي لكرة السلة (الإنجليزية)
- سيرجي يوريفيش بانوف على موقع كرة السلة الأوروبية.كوم (الإنجليزية)
- سيرجي يوريفيش بانوف على موقع DraftExpress.com (الإنجليزية)
- سيرجي يوريفيش بانوف على موقع ريلجم (الإنجليزية)
- سيرجي يوريفيش بانوف على موقع بروبوليرز (الإنجليزية)
- سيرجي يوريفيش بانوف على موقع سبورتس رفرنس (الإنجليزية)
- سيرجي يوريفيش بانوف على موقع أوليمبيديا (الإنجليزية)